# Marcus Child
Marcus Child, né en décembre 1792 à West Boylston (Massachusetts) et mort le 6 mars 1859 à Coaticook, est un pharmacien, homme d’affaires, fonctionnaire, juge de paix, administrateur scolaire et homme politique américain.

## Biographie

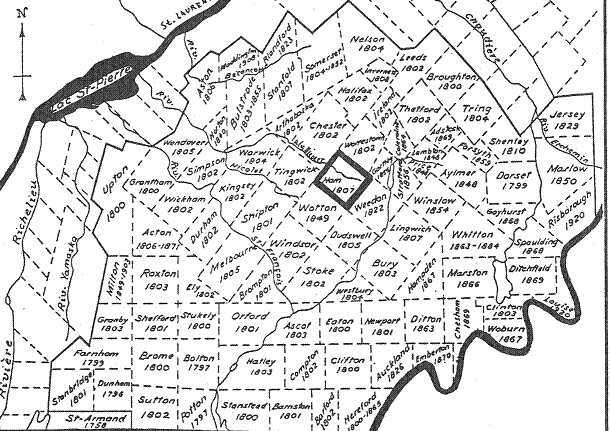
La division du Buckinghamshire en Townships en 1792.

Marcus Child a été marié à Lydia F. Chadwick en 1819 et ils ont eu deux enfants. Il est né en décembre 1792 à West Boylstone dans le Massachusetts et est mort le 6 mars 1859 à Coaticook, au Bas-Canada. Il a fait des études en pharmacie.
Pendant les rébellions des patriotes, il a été député, maître des postes et juge de paix,,,

### Avant les rébellions des patriotes
En 1812, il s’est installé dans le comté de Stanstead dans la région des Cantons-de-l’Est, après avoir quitté le Vermont, et travaille comme pharmacien. Il commence à s’intéresser à la vie politique et dès 1822, il s’éleve contre l’union du Haut-Canada et du Bas-Canada. En 1829, il commence sa carrière politique comme député réformiste à la chambre d’assemblée du Bas-Canada et sa principale contribution a été d’obtenir une aide financière pour la fondation des deux premières écoles secondaires des Cantons-de-l’Est, la fondation le Stanstead Seminary et de la Charleston Academy. En 1830, il est nommé juge de paix et maître des postes. Il est également devenu administrateur et secrétaire du séminaire et secrétaire de la Stanstead County Bible Society la même année.
Il est inspecteur d’école de 1815 à 1840, ainsi qu’administrateur de l’école locale de l’Institution royale de Stanstead pour l’avancement des sciences de 1822 à 1829. En  décembre 1833, il se porte candidat dans Stanstead à l’élection partielle, qu’il ne remporte pas, car un grand nombre de supporteurs de Child ne pouvaient voter. L’Assemblée change cette décision, et en février 1834, Child occupe son siège. Il a seulement le temps de voter pour les Quatre-vingt-douze Résolutions avant d’être inscrit sur la liste des radicaux comme candidat de Stanstead aux élections d’automne. En 1835 et 1836, il est nommé membre du comité permanent de l’Assemblée sur l’éducation et les écoles, qui a pour but d’examiner la situation de l’enseignement ,,,,,,

### Pendant les rébellions des patriotes
Child appuie la cause des Patriotes jusqu’aux rébellions de 1837-1838. Son ardeur pour la cause des patriotes vient principalement de son opposition contre la British Land Company, une compagnie britannique fondée en 1834 qui contrôlait plus de 570 000 ha. Ils excluent les franco-catholiques, escroquent les colons anglophones et n’aménagent pas de routes, pas de services, ni de bureau d’enregistrement pour les hypothèques. Les pratiques de cette compagnie insurgeaient la majorité de la population de la région de l’Estrie, formé de 90 % d’anglophones. L’ardeur pour la cause patriote contre la Grande-Bretagne diminue en 1835, tandis que celle de Child diminue un peu avant les rébellions dû au fait qu’il a perdu son emploi en tant que maître des postes à la suite de la défaite subie lors des élections partielles en janvier 1837 ,,,,

### Après les rébellions des patriotes
Il soutient tout de même les patriotes et en aide quelques-uns à traverser la frontière pendant le conflit. Il refusa également de prêter le serment d’allégeance au roi d’Angleterre en soutenant qu’il l’avait déjà fait à l’automne 1837. En novembre 1838, il s’enfuit au Vermont pour éviter d’être arrêté. Il revient au Bas-Canada au début des années 1840 et remporte les élections de l’Assemblée législative de 1841. Il s’occupe principalement de favoriser le développement agricole du Canada.
En 1845, Child devient doyen des magistrats du comté de Stanstead et inspecteur d’école. Il se présente une dernière fois comme candidat et subit une défaite écrasante. Il continue de défendre les intérêts de Stanstead. En 1855, il part s’installer à Coaticook où il meurt en 1859 d’une inflammation des poumons à la suite d’une maladie,,,